# Jurij Hładyr
Jurij Hładyr, Jurij Gladyr (ukr. Юрій Сергійович Гладирь, Jurij Serhijowycz Hładyrʹ, ros. Юрий Гладырь; ur. 8 lipca 1984 w Połtawie lub Sumach) –  polsko-ukraiński siatkarz grający na pozycji środkowego. W latach 2007–2011 reprezentant Ukrainy. Od 14 stycznia 2013 posiada również polskie obywatelstwo.

## Sukcesy klubowe
Mistrzostwo Ukrainy:
- 2006, 2008
- 2005

Puchar CEV:
- 2011

Mistrzostwo Polski:
- 2016, 2021, 2023, 2024[2]
- 2011, 2013, 2017, 2022[3], 2025[4]
- 2012

Puchar Polski:
- 2013, 2014

Superpuchar Turcji:
- 2017

Superpuchar Polski:
- 2021, 2022[5], 2024[6]

Liga Mistrzów:
- 2023[7], 2024[8], 2025[9]

## Nagrody indywidualne
- 2011: Najlepszy blokujący Pucharu Polski
- 2022: MVP Superpucharu Polski